# Uvarove, Lenine
Uvarove (în ucraineană Уварове) este o comună în raionul Lenine, Republica Autonomă Crimeea, Ucraina, formată numai din satul de reședință.

## Demografie
Componența lingvistică a comunei Uvarove
     Rusă (69,19%)
     Ucraineană (14,88%)
     Tătară crimeeană (14,31%)
     Alte limbi (0,37%)
Conform recensământului din 2001, majoritatea populației comunei Uvarove era vorbitoare de rusă (69,19%), existând în minoritate și vorbitori de ucraineană (14,88%) și tătară crimeeană (14,31%).